# Zandalee
Pour plus de détails, voir Fiche technique et Distribution.
Zandalee est un thriller américain réalisé par Sam Pillsbury, sorti en 1991.
Il est librement adapté du roman Thérèse Raquin d'Émile Zola.

## Synopsis
La sulfureuse Zandalee vit à La Nouvelle-Orléans avec son mari Thierry, un homme d'affaires poète. Leur vie devient trop monotone pour Zandalee, lorsque celle-ci rencontre Johnny, l'ami d'enfance de Thierry, un artiste peintre. Alors qu'une liaison dangereuse s'installe entre Zandalee et Johnny, Thierry, sous ses airs de dupe, prépare sa revanche...

## Commentaire
- Ce film est sorti directement en vidéo aux États-Unis d'Amérique.

## Fiche technique
- Titre original : Zandalee
- Réalisation : Sam Pillsbury
- Scénario : Mari Kornhauser
- Musique : Pray for Rain
- Montage : Michael Horton
- Format : Couleur - 1,35:1 - 35 mm
- Production : William Warren Blaylock et Eyal Rimmon
  - Production exécutive : Staffan Ahrenberg et Nicole Seguin
- Pays de production :  États-Unis
- Durée : 100 minutes
- Date de sortie en vidéo États-Unis : 18 juillet 1991
- Date de sortie France : 4 août 1993
- Date de sortie en DVD France : 18 août 2005

## Distribution
- Nicolas Cage  (VF : Jean-François Vlérick)  : Johnny
- Judge Reinhold  (VF : Nicolas Marié)  : Thierry
- Erika Anderson  (VF : Marie-Christine Darah)  : Zandalee
- Joe Pantoliano  (VF : Jean-Philippe Puymartin)  : Gerri
- Viveca Lindfors  (VF : Paule Emanuele)  : Tatta
- Aaron Neville : Jack
- Ian Abercrombie : Louis Medina
- Marisa Tomei  (VF : Odile Schmitt)  : Remy
- Steve Buscemi : L'éboueur
- Zach Galligan : Rog
- Jo-El Sonnier : Bartender
- Newell Alexander : Allen Calhoun
- Blaise Delacroix : Pepe
- Eliott Keener : Richard Norvo